# Извоареле (Констанца)
Извоареле (рум. Izvoarele) насеље је у Румунији у округу Констанца у општини Липница. Oпштина се налази на надморској висини од 57 m.

## Становништво
Према подацима из 2002. године у насељу је живело 162 становника, од којих су сви румунске националности.